# Diego Czchikwadze
Diego Czchikwadze (gruz. დიეგო ჩხიკვაძე; ur. 28 marca 2001) – gruziński zapaśnik walczący w stylu klasycznym. 
Zajął siódme miejsce na mistrzostwach Europy w 2024. Drugi na MŚ U-23 w 2024 i trzeci w 2022. Wygrał ME U-23 w 2022 i 2023; trzeci w 2024. Drugi na MŚ juniorów w 2021. Mistrz Europy juniorów w 2019 i 2021 roku.